# Aeroportul Ghinnir
Aeroportul Ghinnir (IATA: GNN, ICAO: HAGH) este un aeroport din Etiopia ce deservește zona Ginir⁠(d).
Situat la o altitudine de 1.981 m, aeroportul dispune de o singură pistă. Este operat de Ethiopian Civil Aviation Authority⁠(d).